# Erythrina fusca
Erythrina fusca är en ärtväxtart som beskrevs av João de Loureiro. Erythrina fusca ingår i släktet Erythrina och familjen ärtväxter. Inga underarter finns listade i Catalogue of Life.

## Bildgalleri

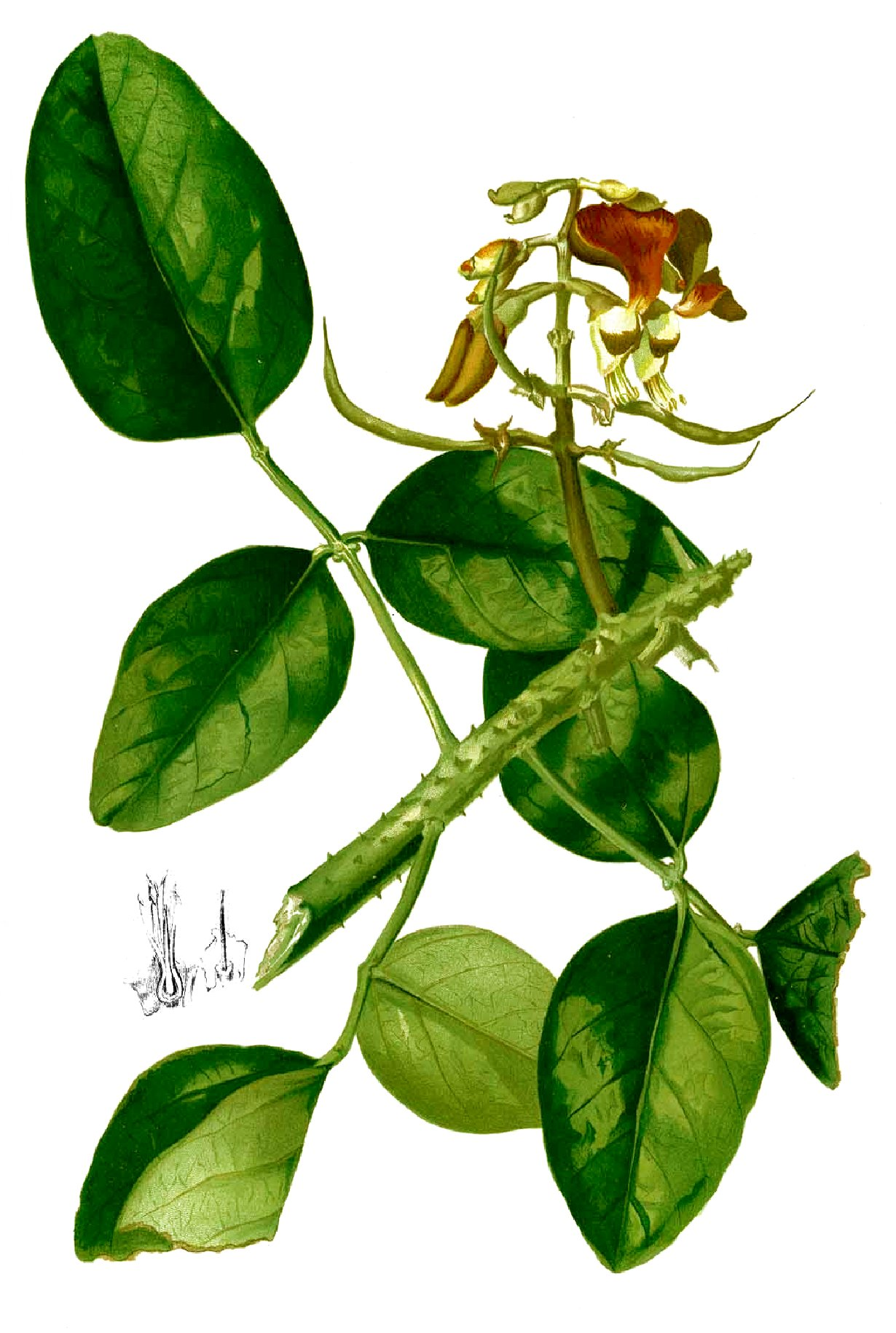
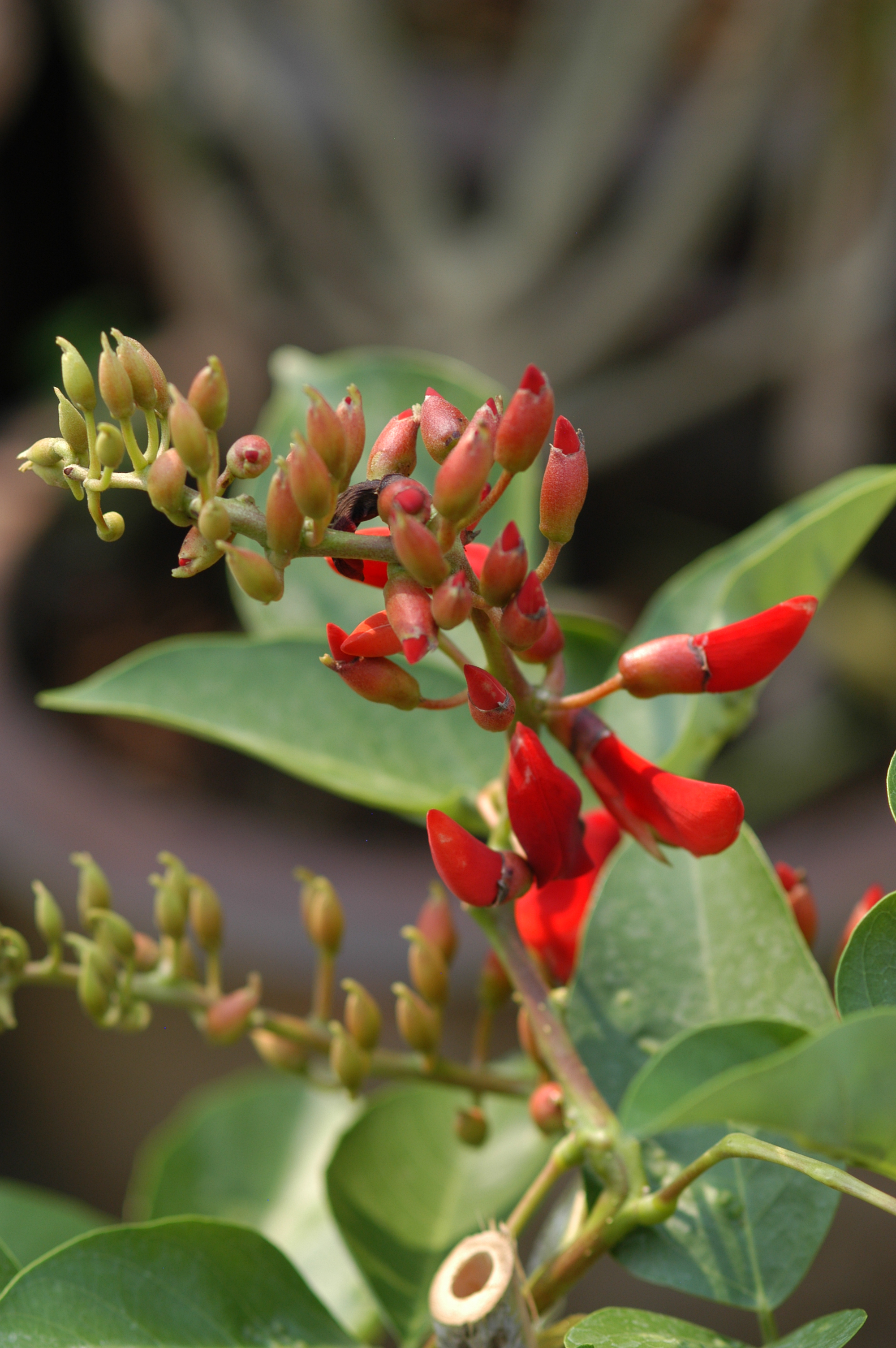
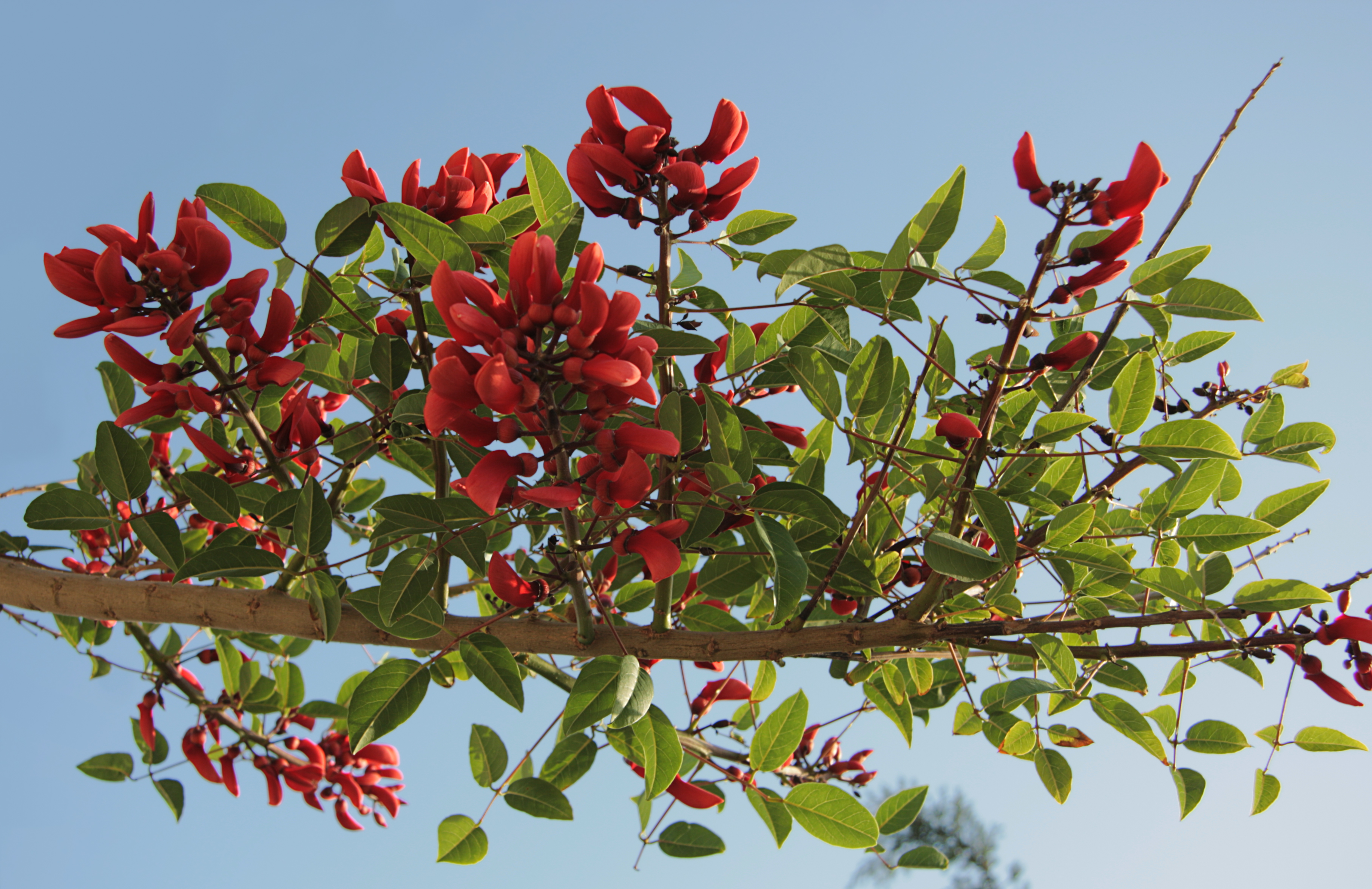